# 小窗龜金花蟲
小窗龜金花蟲（学名：Cassida vespertina）为金花蟲科龜金花蟲屬下的一个种。